# Фоссер, Пер
Пер Фоссер (норв. Per Fosser) — норвежский ориентировщик, победитель чемпионата мира 1970 года по спортивному ориентированию в эстафете.
Пер Фоссер вместе с партнёрами по сборной команде Норвегии (Стиг Берге, Ола Скархольт и Оге Хадлер) стал победителем в эстафете на чемпионате мира 1970 года,
который проходил в окрестностях восточногерманского города Эйзенах.
В 1968 года в составе сборной Фоссер стал бронзовым призёром в эстафете.